# Caenocryptus striatus
Caenocryptus striatus är en stekelart som beskrevs av Jonathan 1999. Caenocryptus striatus ingår i släktet Caenocryptus och familjen brokparasitsteklar. Inga underarter finns listade.